# Masaharu Ueda
Pour les articles homonymes, voir Ueda (homonymie).
Masaharu Ueda (上田正治, Ueda Masaharu), né le 1er janvier 1938 à Funabashi (préfecture de Chiba, Empire du Japon) et mort le 16 janvier 2025 à Yokohama, est un directeur de la photographie japonais.
Il a travaillé plusieurs fois avec le cinéaste Akira Kurosawa et a été nommé pour l'Oscar de la meilleure photographie pour son travail sur le film Ran (1985) de Kurosawa.

## Filmographie partielle

### Au cinéma
- 1971 :  Damasarete moraimasu
- 1973 :  Ôkami no monshô
- 1974 :  Shiawase
- 1974 :  Isoge! Wakamono
- 1974 :  Esupai
- 1975 :  Hi no ataru sakamichi
- 1976 :  Gekitotsu! Wakadaishô
- 1977 :  Le Dernier Dinosaure
- 1979 :  Midare karakuri
- 1980 : Kagemusha, l'Ombre du guerrier
- 1981 :  Kaettekita wakadaishô
- 1981 : The Bushido Blade (en)
- 1984 :  F2 grand prix
- 1985 :  Ikite mitai mô ichido: Shinjuku basu hôka jiken
- 1985 : Ran (乱) d'Akira Kurosawa
- 1990 : Rêves d'Akira Kurosawa et Ishirō Honda
- 1991 :  Rhapsodie en août d'Akira Kurosawa
- 1993 :  Madadayo d'Akira Kurosawa
- 1993 :  Kekkon
- 1999 : Après la pluie (Ame agaru) de Takashi Koizumi
- 2002 : Amida-dô dayori (Letters from the Mountains)
- 2003 : Warabi no kō
- 2006 :  Hakase no aishita sûshiki
- 2007 :  Ore wa, kimi no tame ni koso shini ni iku
- 2007 :  Ashita e no yuigon
- 2014 : Higurashi no ki (A Samurai Chronicle)
- 2020 :  The Pass: Last Days of the Samurai

## Récompenses et distinctions
Récompenses
- Boston Society of Film Critics Awards 1986 : prix de la Meilleure photographie pour Ran (partagé avec Takao Saitō)
- Japan Academy Prize 2001 : prix de la Meilleure photographie pour Après la pluie
- Japan Academy Prize 1994 : prix de la Meilleure photographie pour Madadayoet Niji no hashi (partagé avec Takao Saitō)
- Japan Academy Prize 1992 : prix de la Meilleure photographie pour Rhapsodie en août (partagé avec Takao Saitō)
- National Society of Film Critics 1986 : prix de la Meilleure photographie pour Ran (partagé avec Takao Saitō et Asakazu Nakai)
- Prix du film Mainichi 2001 : prix de la Meilleure photographie pour Après la pluie
- Prix du film Mainichi 1991 : prix de la Meilleure photographie pour Rêves (partagé avec Takao Saitō)

Nominations
- Oscars du cinéma 1986 : prix de la Meilleure photographie pour Ran (partagé avec Takao Saitō et Asakazu Nakai)
- British Academy Film and Television Arts Awards 1987 : prix de la Meilleure photographie pour Ran (partagé avec Takao Saitō)
- British Academy Film and Television Arts Awards 1981 : prix de la Meilleure photographie pour Kagemusha, l'Ombre du guerrier (partagé avec Takao Saitō)
- Japan Academy Prize 2015 : prix de la Meilleure photographie pour Higurashi no ki (partagé avec Hiroyuki Kitazawa)
- Japan Academy Prize 2003 : prix de la Meilleure photographie pour Amida-dô dayori (Letters from the Mountains)
- Japan Academy Prize 1991 : prix de la Meilleure photographie pour Rêves (partagé avec Takao Saitō)
- Japan Academy Prize 1986 : prix de la Meilleure photographie pour Ran (partagé avec Takao Saitō)